# Arc de triomf
|  | Per a altres significats, vegeu «Arc de triomf (desambiguació)». |

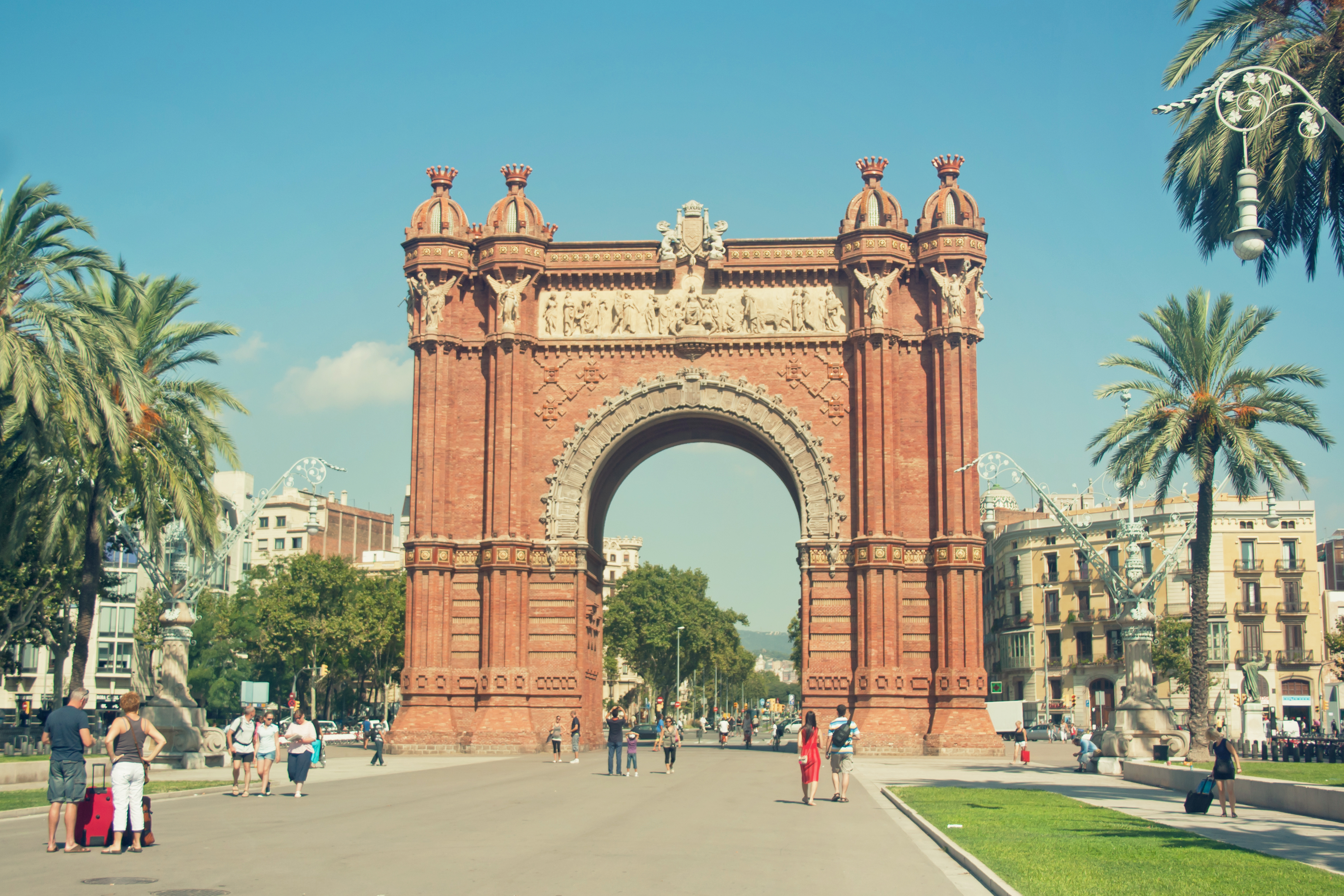
Arc de Triomf de Barcelona.

L'arc de triomf o arc honorífic és una estructura monumental amb un o més passatges en forma d'arc. Normalment eren eregit per homenatjar una persona important o per commemorar un esdeveniment com podria ser una victòria militar. Fou un monument típic de l'arquitectura romana. De vegades es construïen com a elements aïllats pero d'altres servien com a punt d'inici o porta d'un carrer o via, preferiblement un on s'hi celebraven processons triomfals i altres festes. Són molt ornamentats amb detalls arquitectònics, escultures i inscripcions commemoratives.
Els primers arcs dels que es te constància són del segle i, i es troben a Itàlia. Normalment constituïen l'entrada monumental a les ciutats. Acostumen a tenir un arc, i alguns arriben als tres. D'aquesta època destaquen els arcs de Titus i Constantí, a Roma, i a casa nostra l'arc de Berà al Tarragonès i l'arc de Cabanes a la Plana Alta.
Des de finals de l'edat mitjana, durant el Renaixement i fins a l'actualitat s'han seguit construint arcs de triomf. Alguns dels exemples més coneguts són l'entrada del Castell Nou de Nàpols, la porta de Saint-Denis a París, o la porta d'Alcalá a Madrid. Un altre gran constructor d'arcs d'aquesta mena fou Napoleó, que a París va fer aixecar els arcs del Carrousel i el de l'Étoile. A Barcelona, en commemoració de l'Exposició Universal de 1888, se'n va construir un a l'entrada de l'Exposició, a la confluència dels actuals passeigs de Sant Joan i Lluís Companys (vegeu Arc de Triomf de Barcelona).

## Orígens i desenvolupament

### Arcs de triomf romans

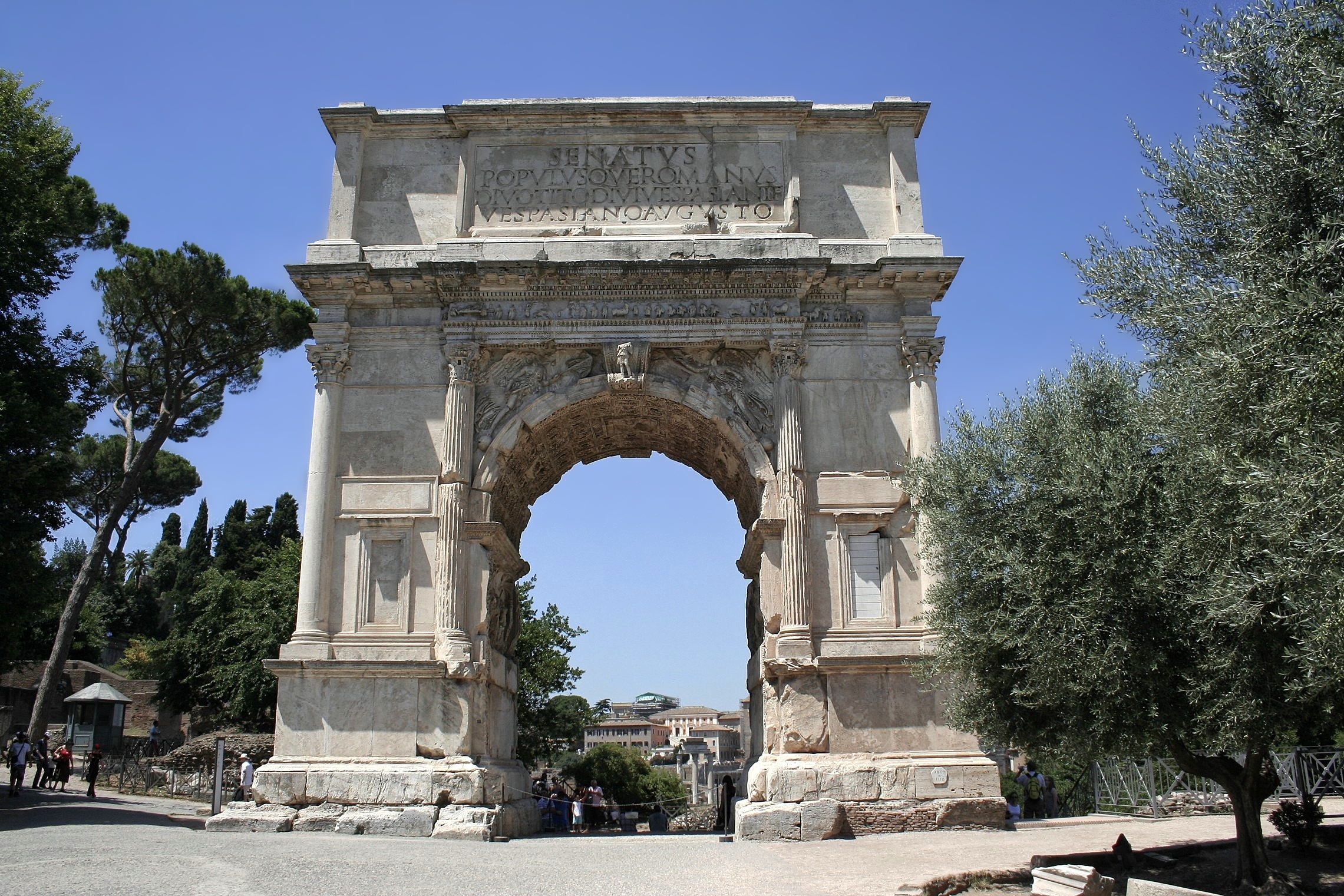
Arc de Titus (Roma)

Tot i que normalment s'associen a l'antiga arquitectura romana, els orígens i significat dels arcs de triomf no són clars del tot. Els aqüeductes, ponts, amfiteatres i cúpules romanes utilitzaven els principis i tecnologia de l'arc. Tot i això aquesta tècnica de construcció probablement la van aprendre dels seus veïns etruscos. Aquests ja construïen en aquell moment elaborades portes d'un sol arc per a les seves ciutats, alguns molt elaborats i decorats. Alguns dels arcs etruscs més ben conservats es troben a Perugia i a Volterra. L'arquitectura grega també era coneixedora de l'arc, però mai en feren un ús tan extens, ja que el seu principal sistema fou l'entablatura.
L'arc de triomf és una estructura aïllada, no té connexió amb les portes de la ciutat ni amb les muralles. Així doncs, té una funció honorífica com a monument.
El seu programa iconogràfic i decoratiu inclou normalment relleus, alguna estàtua coronant-lo i les inscripcions, on es fa esment dels personatges homenatjats, les dedicatòries i el motiu de l'erecció. Els mots llatins que designen aquest tipus de monument són: fornix –utilitzat en època republicana–, arcus i ianus. Aquest darrer utilitza el nom d'una divinitat arcaica del passatge per a referir-se a un tipus de monument, l'arc, que esdevé la veritable expressió del ritu del passatge, erigint-se en llocs de caràcter sagrat o especialment significatius.

Els primers arcs de triomf dels que es té constància són del temps de la República de Roma. El primer és del 196 abans de crist, dedicat a Lucius Stertinius; el segon és del 190 aC, dedicat a Publi Corneli Escipió Africà, i el tercer és del 121 aC que fou dedicat a Quint Fabi Màxim Al·lobrògic. Tanmateix, resta molt poca informació d'aquests arcs i no en queden restes. 

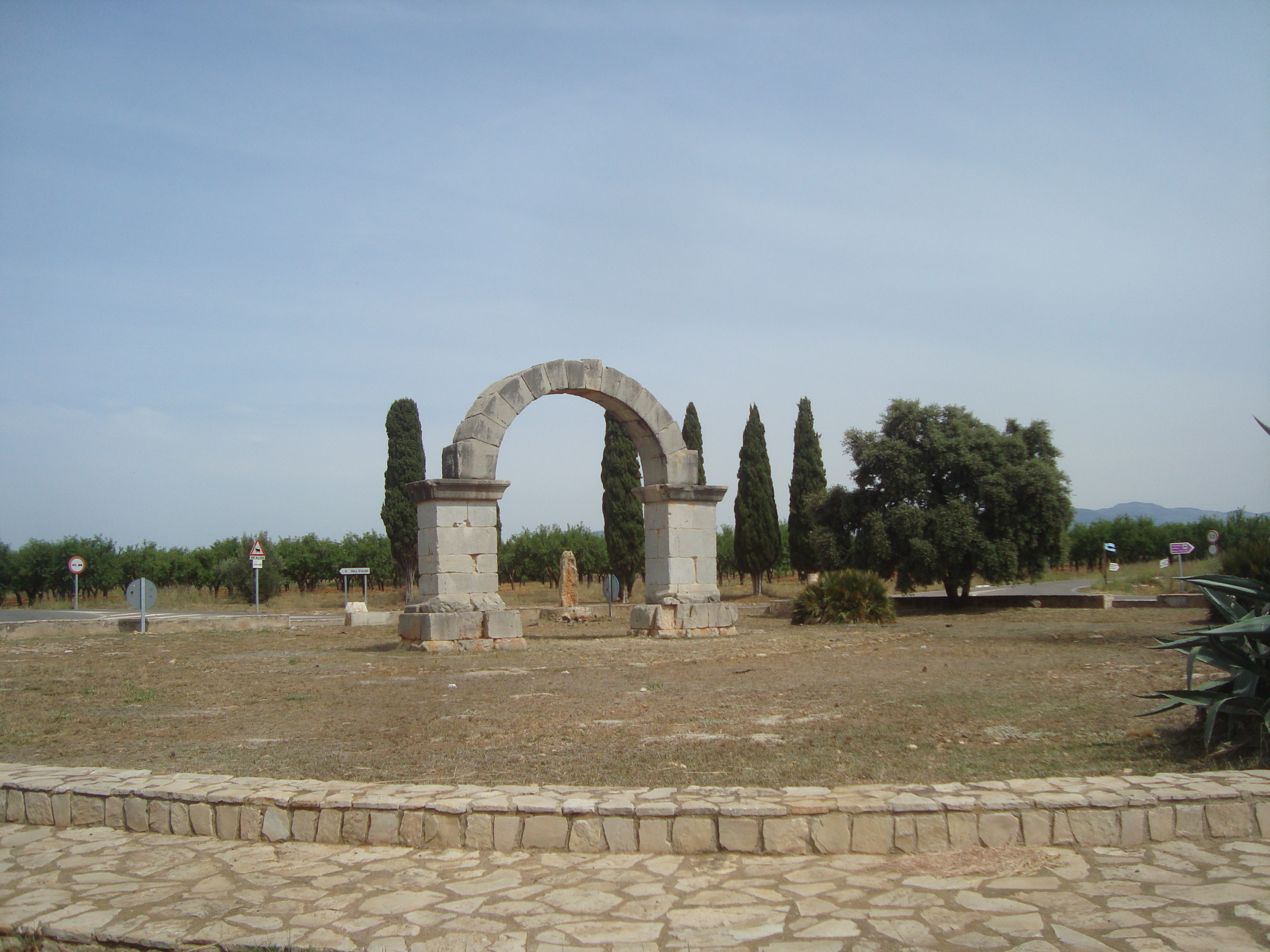
Arc Romà de Cabanes (País Valencià)

La majoria d'arcs de triomf foren construïts durant l'Imperi Romà (27 aC a 476 dC). Al començament del segle IV, per exemple, ja s'havien alçat 36 arcs del triomf a la ciutat de Roma. L'estil imperial de vegades incloïa dos arcs més petits a cada banda de l'arc principal. Des d'August es difon ràpidament aquest tipus de construcció per totes les províncies de l'imperi, i el principal motiu d'homenatge és el mateix emperador, per la qual cosa la immensa majoria dels arcs seran edificats pels emperadors o per als emperadors. Si s'observa el conjunt d'arcs construïts en època augusta, la gran majoria foren erigits en honor d'August i, principalment, dedicats pel Senatus Populusque Romanus. Es converteixen, així, en un element significatiu de la presència de Roma. A la ciutat de Roma han sobreviscut tres arcs: l'Arc de Titus, l'Arc de Sèptim Sever i l'Arc de Constantí.
No tots els arcs, però, tenien la mateixa funció. Alguns en definien els límits d'un territori, normalment relacionats amb les vies de comunicació. D'altres es trobaven integrats en l'entorn urbanístic d'un municipi o d'una colònia, delimitant-ne el territori, o relacionats amb els rius. Alguns en tenien un marcat caràcter funerari, construïts en memòria d'una persona o d'una família destacada.

#### Arcs hispànics
A partir del Principat d'August, a les principals ciutats de les províncies hispàniques i a les vies de comunicació, va aparèixer un nou tipus de construcció: l'arc honorífic, que podia ser promogut per iniciativa pública, o bé per l'acció dels mateixos ciutadans.
Seguint el model nascut a Roma, la moda es va difondre ràpidament per totes les províncies de l'imperi. Malgrat tot, tan sols uns pocs n'han arribat fins a nosaltres en estat de conservació divers. És el cas dels d'Alcántara i Cáparra a Càceres, el de Cabanes a Castelló, el de Medinaceli a Sòria, el de Mértola a Portugal i els de Martorell (Barcelona) i Berà. D'altres, desapareguts, es coneixen gràcies als dibuixos realitzats quan encara existien –és el cas de l'arc de Sàdaba–; d'altres ens són coneguts per alguns dels seus elements arquitectònics –cas de l'arc de Ciempozuelos (Madrid), el de Còrdova, Itàlica (Sevilla), Llíria (València), Màlaga, Mèrida o Tarragona –construït al Fòrum de la Colònia–, del qual ens han arribat una sèrie de relleus amb la representació d'armes i captius. En altres casos, l'existència n'és documentada per materials epigràfics –Lucèntum (Alacant), Xèrica (Castelló) o Mengíbar (Jaén)-, així com per les emissions de monedes, com és el cas del probable arc de Tàrraco dedicat a Galba l'any 68 o principis del 69 dC per a commemorar l'alliberació d'Hispania dels abusos de Neró i dels seus legats.
Amb relació a les tipologies, es tenen tota mena de representacions: d'una sola obertura –com el de Berà–; de tres buits –com el de Medinaceli–, o, fins i tot, quadrifonts –com és el cas de Càparra. La principal característica dels arcs honorífics construïts a les províncies romanes de la península és la sobrietat. Tot i que, encara que es destaqui la gran senzillesa decorativa dels monuments hispànics en relació als d'altres províncies de l'imperi, no s'ha d'oblidar ni l'existència dels elements ornamentals d'alguns d'aquests –que han arribat als nostres dies–, ni el fet que, generalment, aquest arcs estaven coronats per estàtues o per grups escultòrics.

### Arcs de Triomf posteriors

Arc de Triomf de l'Etoile (París)
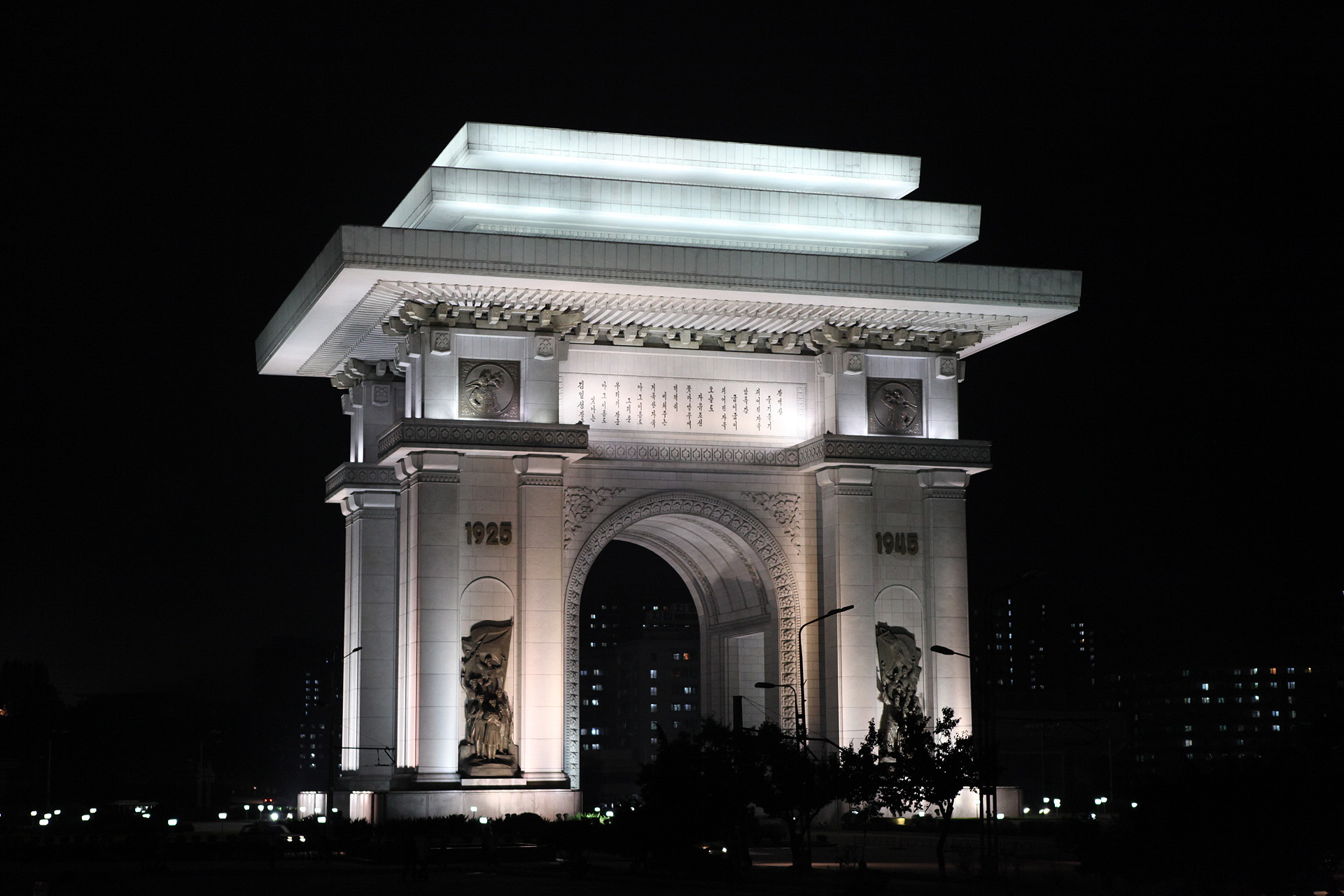
Arc de Triomf de Pionyang (Pyongyang)
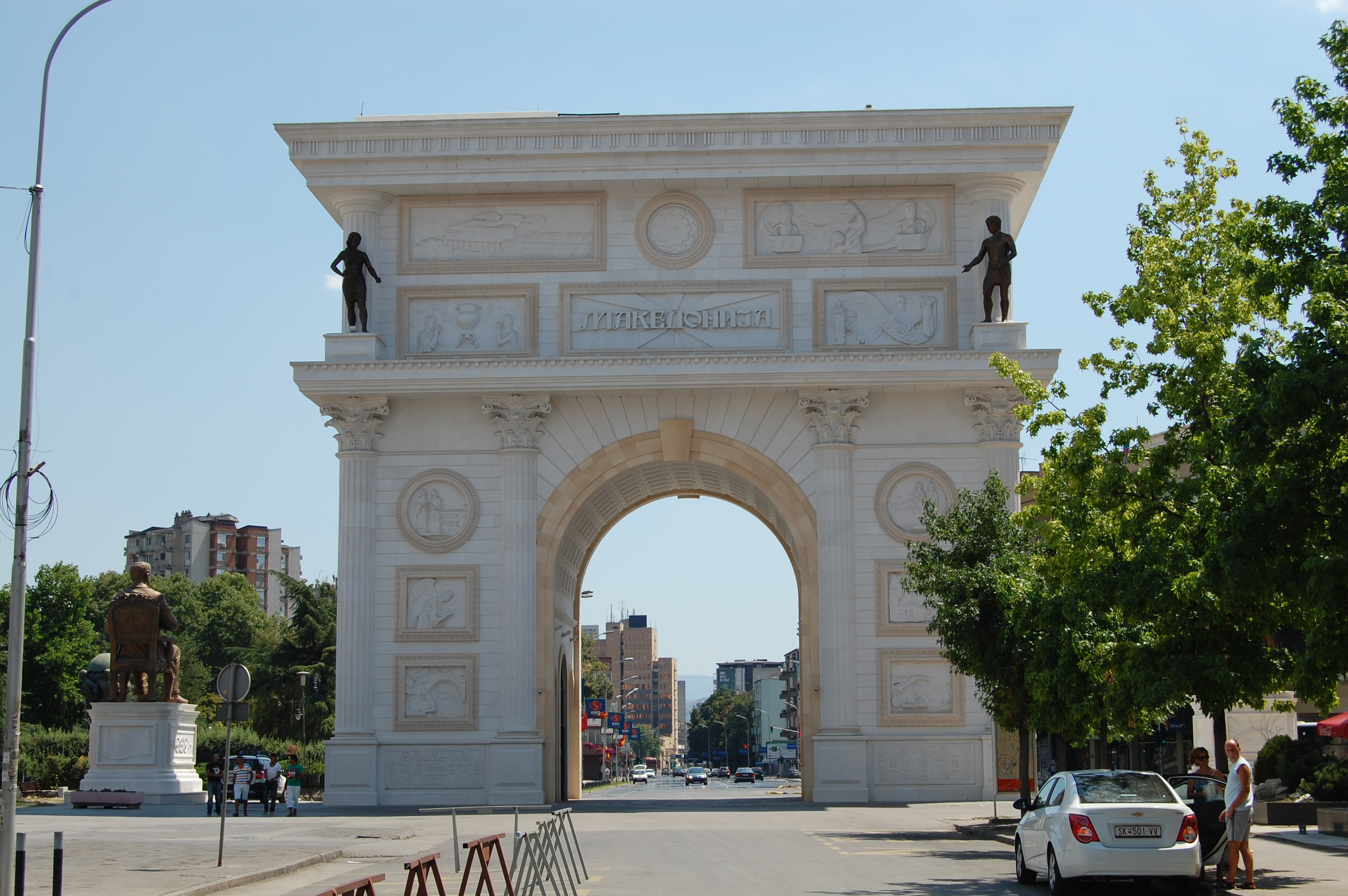
Porta de Macedònia (Skopje)
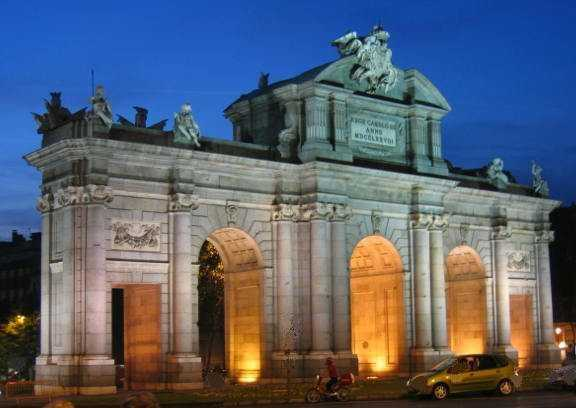
Porta d'Alcalà (Madrid)
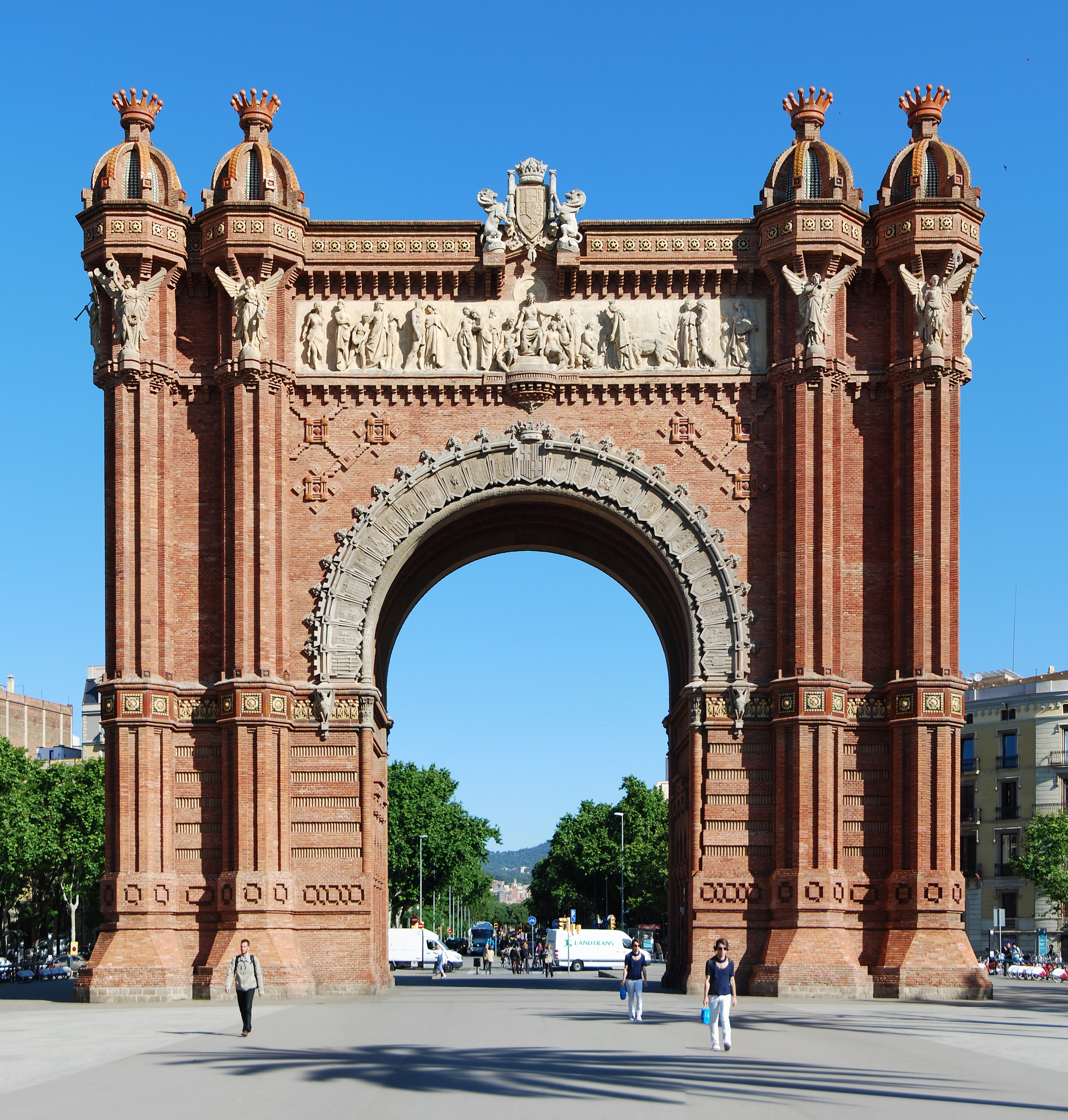
Arc de Triomf (Barcelona)
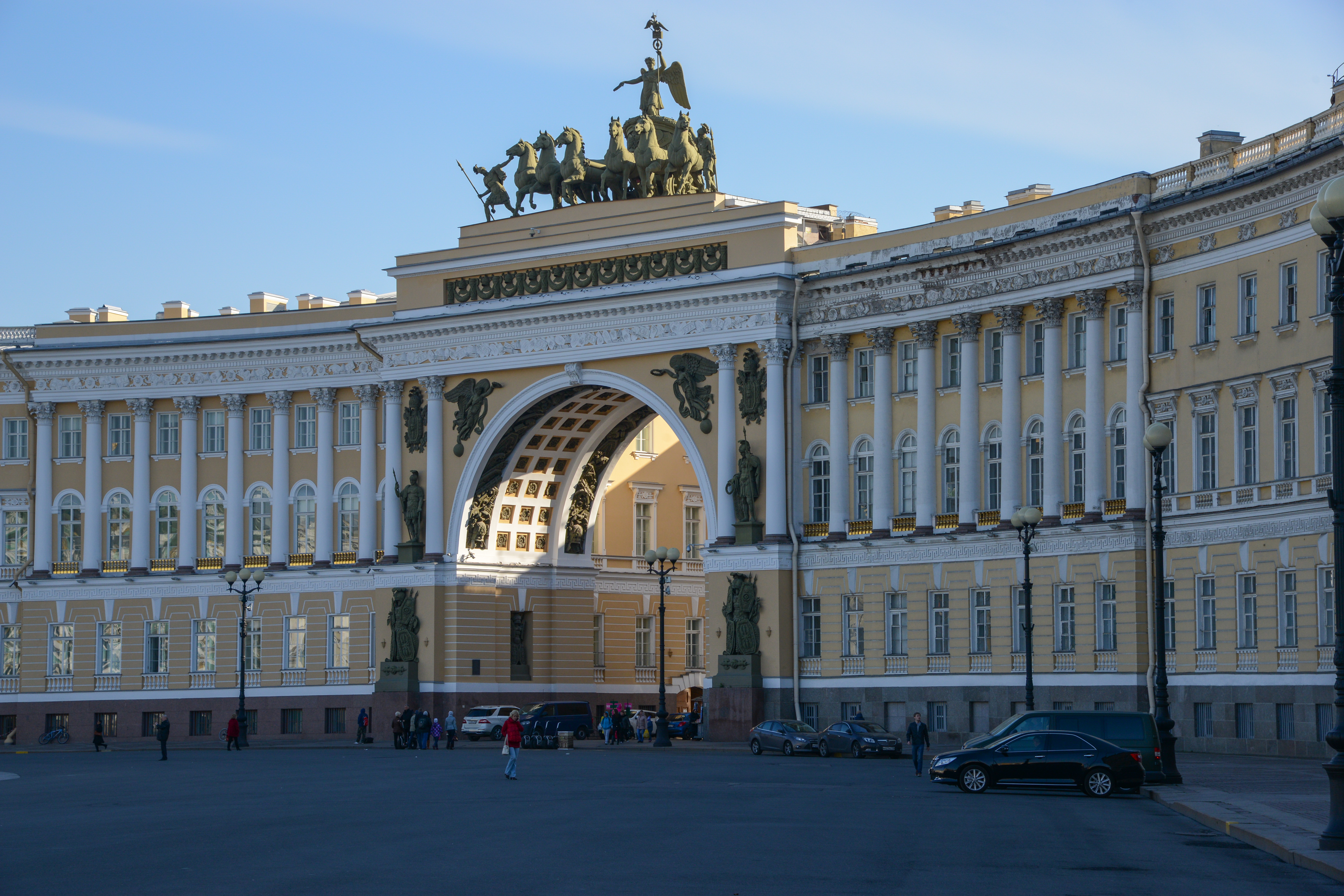
Arc del General Staff (Sant Petersburg)
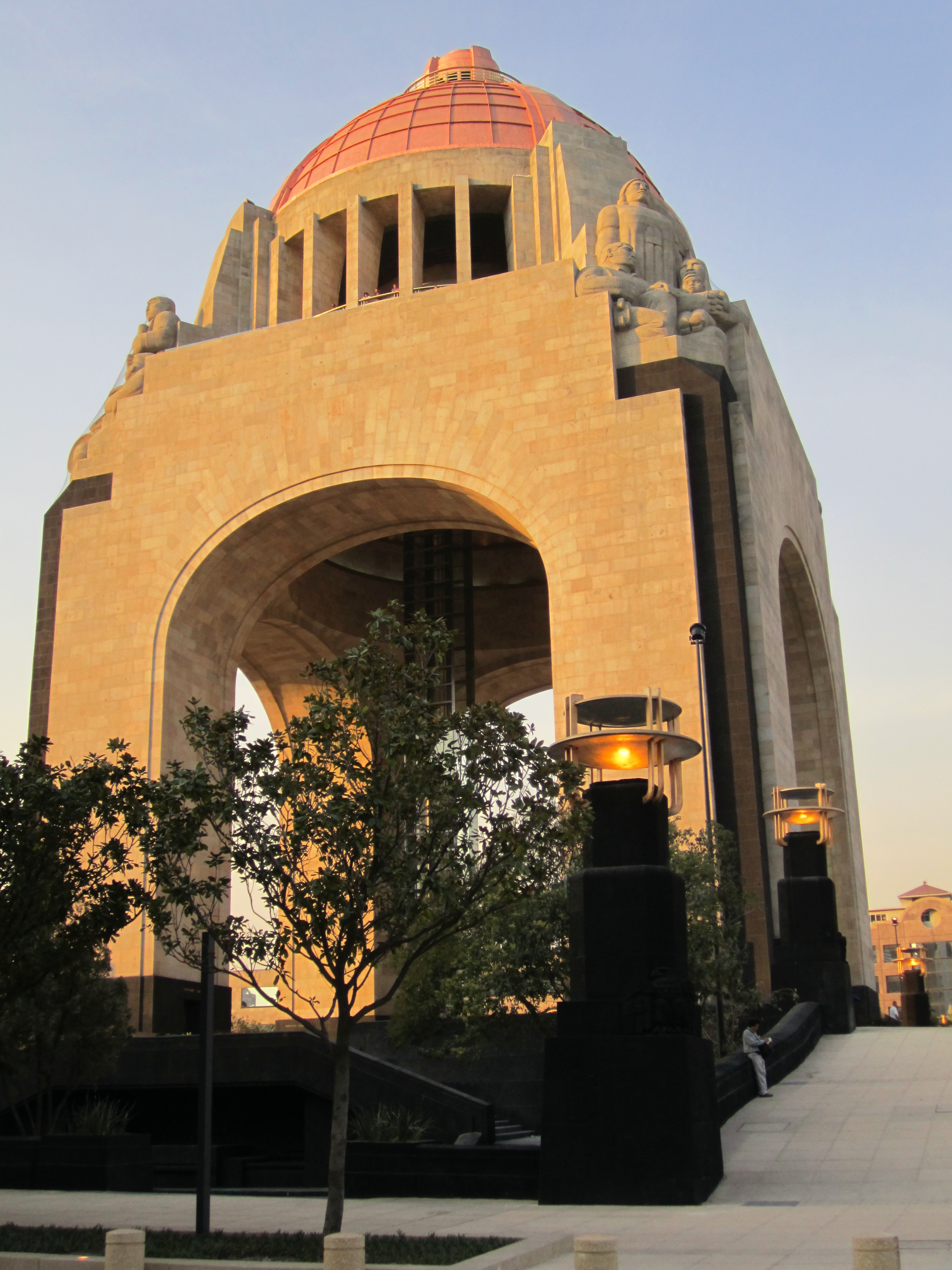
Monumento a la Revolución Mexicana (Ciutat de Mèxic)